# 毎度おなじみ鉢盛りラジオ
『毎度おなじみ 鉢盛りラジオ』（まいどおなじみ はちもりらじお）は、RKKラジオ（熊本放送）で、1995年 - 2005年4月1日にかけて平日午後（JST）に放送されていたラジオのワイド番組。

## 概要
1995年6月いっぱいで打ち切られた『こちら九州ラジオ村』（午後ワイド期）等の後継として、『情報満載 鉢盛りラジオ』のタイトルで1995年7月開始。当初は12・13・14時台の箱番組を内包する役目も兼ねており、『午後2時5分一寸一服』を内包していた。
1999年4月より放送時間が約2時間繰り下げとなり、夕方帯のワイド番組を兼ねるようになる。
2000年4月期改編で本田史郎以外の出演者が総入れ替えされる等大幅リニューアルされ、さらには2002年4月期改編からメインパーソナリティが全曜日で本田史郎に統一、アシスタントも曜日別の5人とされた。
2005年4月改編で終了、後継は『小松士郎のラジオのたまご』と『川口美帆のほわっ〜と夕方』の2番組となる。

## 出演者

### 終了時
メインパーソナリティ
- 本田史郎（RKKアナウンサー[注釈 1]、1996年4月-[2]。2000年3月迄は水-金、2000年4月-2002年3月は月-水担当）

曜日別アシスタント
先述の通り、アシスタントが曜日別となったのは2002年4月から。
- 石岡まゆみ（月、2000年4月 - 。2002年3月迄は本田史郎アナウンサーと共に月-水担当）
- 右田昌子[注釈 2]（火、2002年4月 - ）
- 江上浩子[注釈 3]（水・RKKアナウンサー、2004年10月 - ）
- 池田美樹[注釈 4]（木、2002年4月 - ）
- 塚原まきこ[注釈 5]（金、1995年7月-1996年?・2002年4月 - 。1995年-1996年は月・火を担当[6]）

### 終了以前に降板した出演者
メインパーソナリティ
- 宮脇利充（木・金、RKKアナウンサー〈当時〉、2000年4月 - 2002年3月）
- 原武博之（RKKアナウンサー〈当時〉、 2000年3月迄月・火[注釈 6]担当）
- 清原憲一（水-金、RKKアナウンサー〈当時〉、1995年- 1996年?）
- 片岡昭（月・火、RKKアナウンサー〈当時〉、1995年[7]- 1996年?）

曜日別アシスタント
- くぎあやこ（水・2002年4月 - 2004年9月?）
- マッキー[注釈 7]（木・金、2001年4月 - 2002年3月）
- 立迫なぎさ（木・金、2000年4月 - 2001年3月）
- 山田すみ子（現芸名:すみママ）（月・火[注釈 6]、2000年3月迄[注釈 8]）
- 舛田広美（水-金、1997年? - 2000年3月）
- 長船なお美（水-金、1995年 - 1997年?）

等

## 放送時間
何れもJST。
- 月 - 金曜12:00 - 16:59（1995年7月 - 1999年3月)

※1999年以降はナイターシーズンとナイターオフシーズン、特にナイターシーズンにおいて月曜日と火 - 金曜日で終了時間が異なっていた。
- 月曜日14:55 - 18:59（1999年4月 - 1999年9月)
- 火 - 金曜日14:55 - 18:20（1999年4月 - 1999年9月・2000年4月 - 9月)
- 月 - 金曜日14:55 - 18:25（1999年10月 - 2000年3月・2000年10月-2001年3月)
- 月曜日14:55 - 18:30（2000年4月 - 2000年9月)
- 月 - 金曜日14:30 - 18:20（2001年4月 - 2002年3月)
- 月曜日14:30 - 18:45（2002年・2003年・2004年の4月 - 9月)
- 火 - 金曜日14:30 - 18:20（2002年・2003年・2004年の4月-9月)
- 月曜日14:30 - 18:59（2002年10月 - 2003年3月・2003年10月 - 2004年3月)
- 火 - 金曜日14:30 - 18:25（2002年10月 - 2003年3月・2003年10月 - 2004年3月・2004年10月 - 2005年4月)
- 月曜日14:30 - 18:20（2004年10月 - 2005年3月)[注釈 9]

## タイムテーブル

### 2004年11月頃[9][10]

#### 14時台
- 14:30 オープニング
- 14:40 ミュージックスクランブル（ニッポン放送制作）
- 14:50 
  - RKKテレビの番組紹介（木）
- 14:55 熊日ニュース

#### 15時台
- 15:00 3時です・日産です!!
  - 前半はミミーリポート
  - 後半は日替わりコーナー
    - 史郎のスポーツ万歳(月)
    - ミネ子のはい出来あがり（火）
    - 何でもランキング（水）
    - ※木・金はフリートーク
- 15:15頃 あー懐かしの胸キュンHittune[注釈 10]
- 15:20頃 日替わりコーナー
  - Dr福田の優しい女性の医学（月）[注釈 11]
  - アッコのカロリビクス（火）
  - 暮らしの色彩しらべ隊(水)[注釈 12]
  - みきのカルチャークラブ（木）
  - まこの週末ナビ（金）
- 15:30
  - 熊本シティインフォメーション（金）
- 15:37頃 交通情報
- 15:42頃 鉢盛りホットライン
- 15:47頃 
  - RKKテレビの番組紹介（月）
  - はぴねすくらぶラジオショッピング（水）
  - RKKメディアプランニングインフォメーション(金)

#### 16時台
- 16:00 熊日ニュース
- 16:05 これからのお天気
- 16:20頃 テレマートラジオショッピング
- 16:25頃 ミミートピックス
- 16:35 どうですか歌謡曲（ニッポン放送制作）
- 16:45 川中美幸 人・うた・心（文化放送制作）
- 16:55 熊日ニュース

#### 17時台
- 17:00 ニュース・パレード（文化放送制作）
- 17:15 トヨタうわさの調査隊（TBSラジオ制作）
- 17:30  ネットワークTODAY＆ほっとインフォメーション（TBSラジオ制作・「荒川強啓_デイ・キャッチ!」より）
- 17:47 ミニ天気予報
- 17:49頃 交通情報
- 17:52 こちら熊日編集局
- 17:55 ミミーリポート

#### 18時台
- 18:00 ENEOSクルージングタイム 中村雅俊マイ・ホームページ（TBSラジオ制作）
- 18:10 熊日ニュース
- 18:14頃 テレマートラジオショッピング
  - （月）18:19番組終了
  - （火-金）18:24番組終了